# NGC 7662
NGC 7662, (nota anche come C 22), è una nebulosa planetaria situata nella costellazione di Andromeda.

È una nebulosa molto concentrata e debolmente allungata; si può individuare circa 2,5 gradi a WSW della stella ι Andromedae ed è conosciuta pure col nome proprio di Nebulosa Palla di neve. Occorrono strumenti di almeno 200 mm di apertura per apprezzare in pieno quest'oggetto, che si mostra più scuro nelle regioni centrali e con un anello luminoso a metà via tra il centro stesso e le regioni più estreme; la stella centrale che ha dato origine alla nebulosa, oscilla tra le magnitudini 12 e 16.

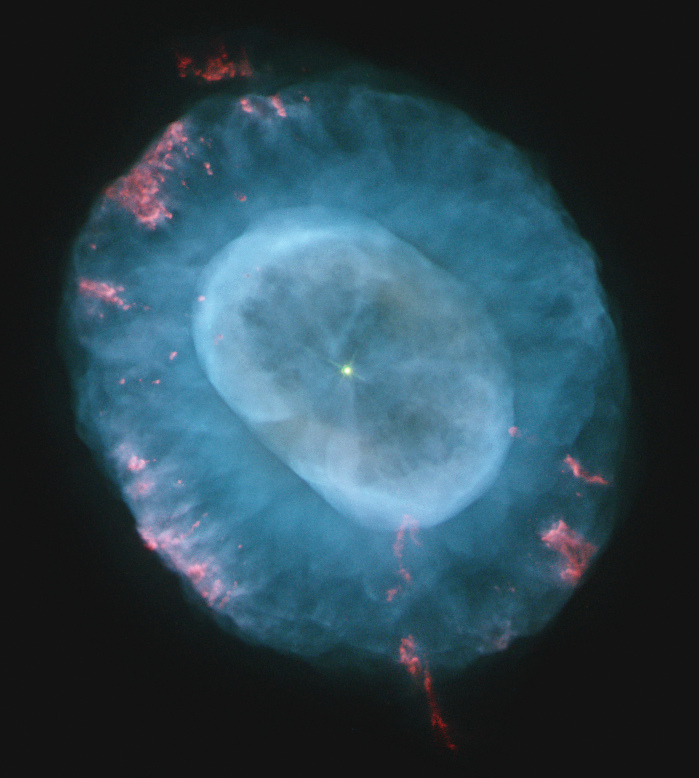
NGC 7662  (Judy Schmidt)
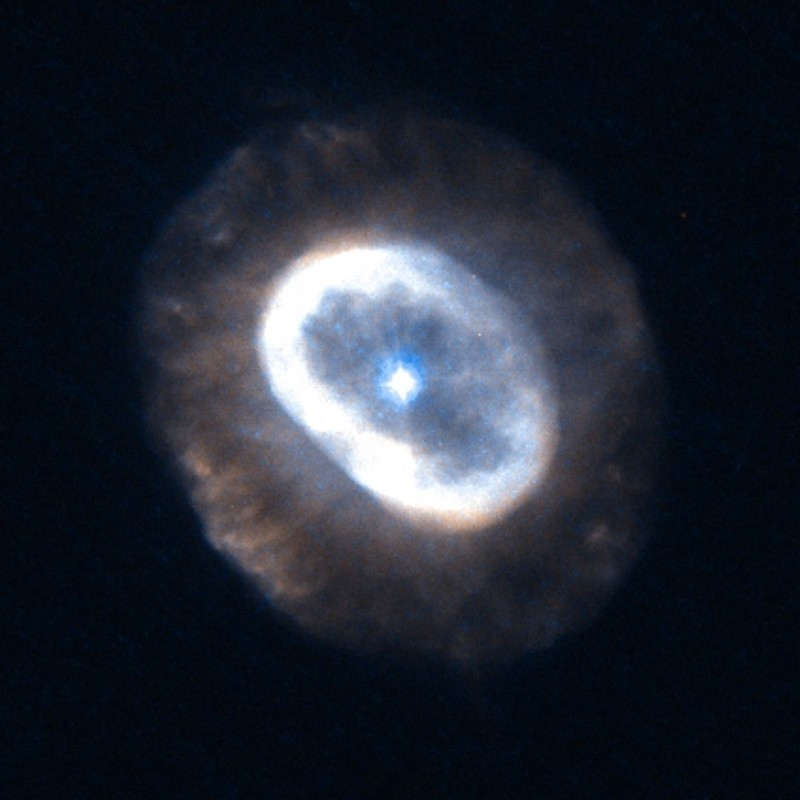
NGC 7662  (Hubble WikiSky)
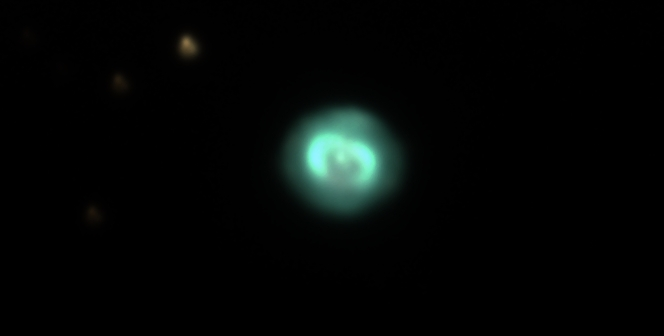
NGC 7662  (amatoriale)
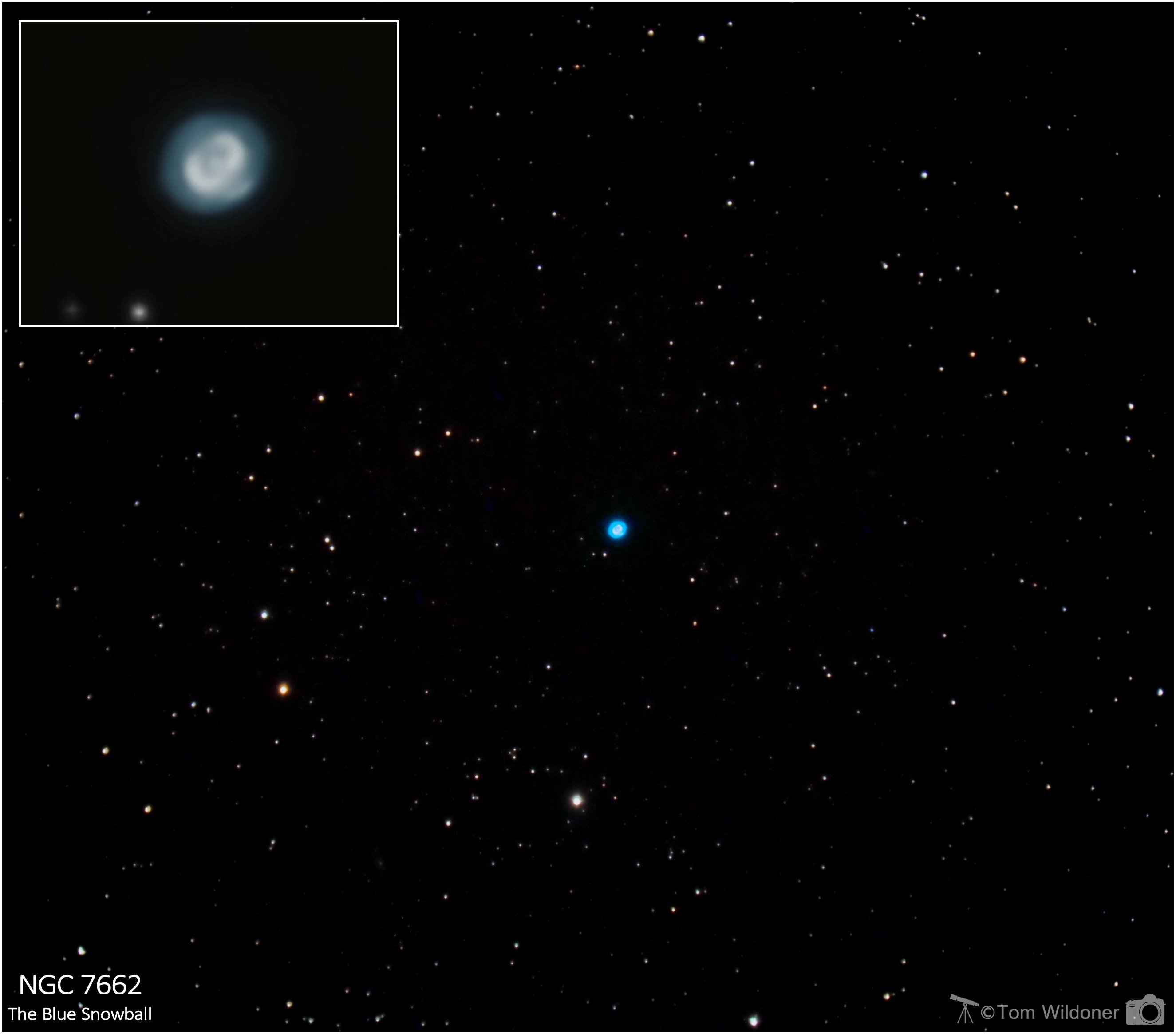
NGC 7662  (amatoriale)